# Free Internet Chess Server
The Free Internet Chess Server(フリー インターネット チェス サーバ、FICS)は、インターネット上のチェス・サーバ、つまりネット対戦サイトのひとつである。
無料登録すれば、アマチュアから強豪レベルのプレーヤーまで多彩な相手と無料で対戦できる。勝敗数、レーティングも試合のたびに自動的に更新される。レーティングはStandard (通常)、 Blitz (早指しチェス)、Lightning (早指しチェスよりもっと持ち時間が短い) の3つに分かれて別々に計算される。
スマートフォンでもクライアントアプリケーションをダウンロードすることによって対戦が可能。